# Pratercottage

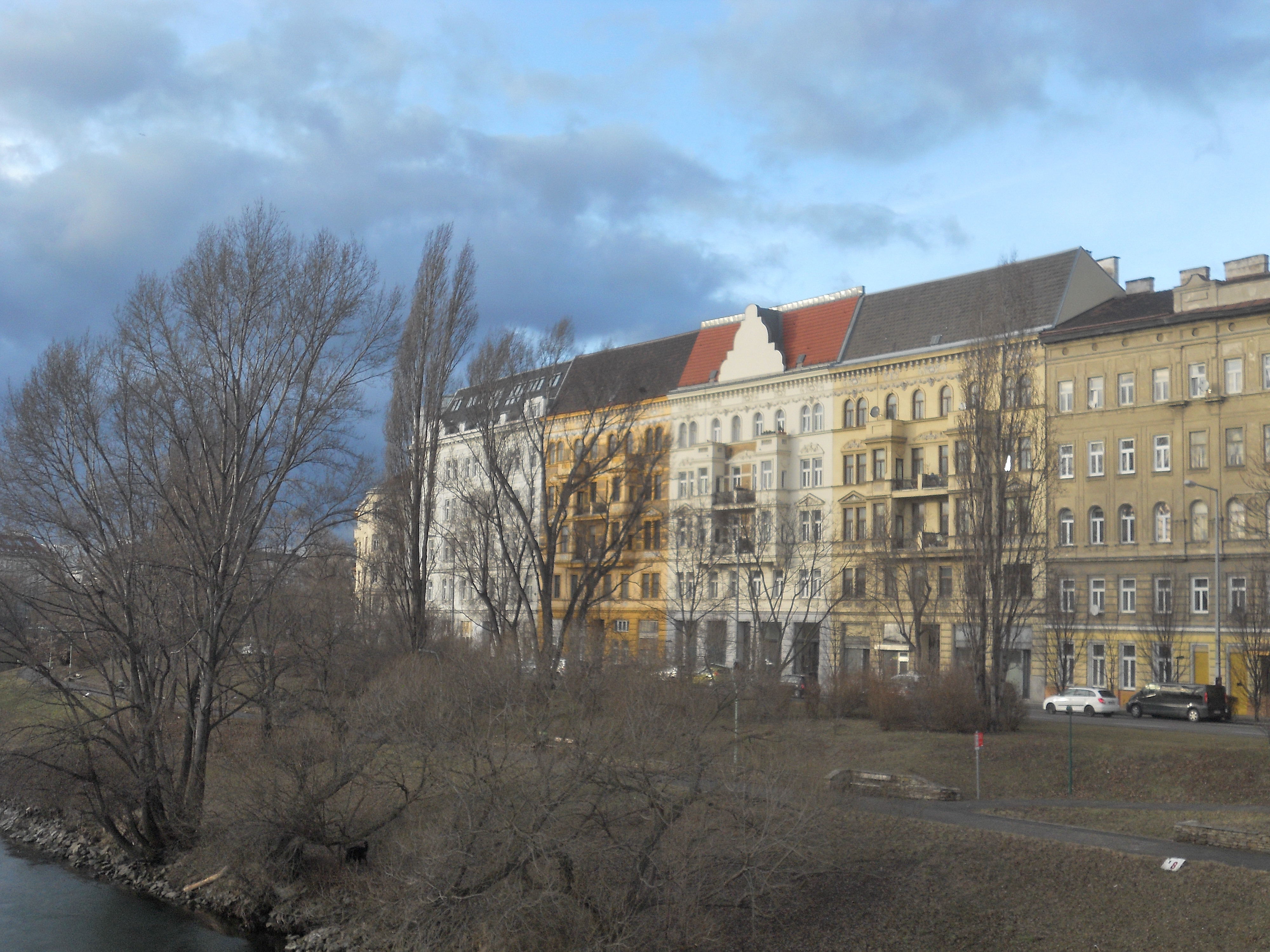
Späthistoristische Häuser an der Schüttelstraße

Pratercottage ist in Wien die Bezeichnung für ein einst großbürgerliches Wohngebiet in der Leopoldstadt, dem 2. Wiener Gemeindebezirk. In dem zwischen der Hauptallee des Praters und dem Donaukanal gelegenen ehemaligen Augebiet entstanden von der zweiten Hälfte des 19. Jahrhunderts an repräsentative Villen vermögender Bürger und Sportklubs.
Der Begriff ist heute bei der Immobilienwirtschaft allgemein gebräuchlich. Das Cottage wurde in Wien früher und wird bis heute gelegentlich als Femininum und französisch ausgesprochen: die Kottehsch; im Österreichischen Wörterbuch wurde diese Variante 2001 als veraltend bezeichnet.

## Begrenzung
Die Gegend war und ist auch unter der historischen Bezeichnung Am Schüttel bekannt, nach der die den Donaukanal linksufrig begleitende Schüttelstraße benannt ist.
Das Gebiet besitzt keine offizielle Begrenzung. Die dem Donaukanal parallele Böcklinstraße (seit 1919, bis dahin nach Erzherzogin Marie Valerie Valeriestraße) kann mit ihren Seitengassen ebenso wie die Rustenschacherallee (seit 1921, zuvor Prinzenallee, ursprünglich bis zum Selbstmord von Kronprinz Rudolf von Österreich-Ungarn, 1889, Kronprinzstraße) zum Pratercottage gezählt werden.
Das bebaute Gebiet wird von Donaukanal und Prater (v. a. Jesuitenwiese) begrenzt, nach Nordwesten bildet der Viadukt der Verbindungsbahn eine Barriere zum dichter verbauten Gebiet des 2. Bezirks.

## Verkehrswege und Bauwerke
Über den Donaukanal gibt es vom 3. Bezirk, Landstraße, zwei Verbindungen: die historische Rotundenbrücke und den erst 2003 gebauten Erdberger Steg. (2002 stellte dort die letzte Fähre zum Pratercottage den Betrieb ein.) Die Verlängerung der Rotundenbrücke bildet die Wittelsbachstraße, – eine nur zwei Häuserblöcke umfassende Straße, ehemals mit Geschäftsstraßencharakter, auf der die Straßenbahnlinie 1 zu ihrer Endstation in der Rotundenallee bei der Hauptallee fährt.
Zum Donaukanal hin (zwischen Schüttelstraße und Böcklinstraße) dominiert die klassische Blockrandverbauung, während die Blöcke innen zur Rustenschacherallee lockerer bebaut sind: hier gibt es vor allem freistehende Villen (auch Mehrfamilienvillen) und Bauten der Nachkriegszeit mit Vorgärten.

### Bildhauerateliers der Akademie der bildenden Künste
Ein malerisches Monumentalgebäude befindet sich am oberen Ende des Viertels, an der Böcklinstraße 1. Es handelt sich um das 1912/1913 nach dem Entwurf von Eduard Zotter errichtete Gebäude Bildhauerateliers der Akademie der bildenden Künste, in dem (so wie in einem unweit gelegenen Nebengebäude) auch die Bildhauer-Ausbildung stattfindet. Es ist eine um einen rechteckigen Hof gruppierte, zweiflügelige Anlage mit Mansarddach. Die malerische Gestaltung ergibt sich nicht nur durch Erker, Rücksprüngen und die asymmetrische Anordnung des Baukörpers, sondern auch durch den Fassadenbewuchs, der von Anfang an vorgesehen war. Die Dreizackige Jungfernrebe, die einen Teil der Wand zur Kurzbauergasse hin einnimmt, wird von der Stadt Wien als Naturdenkmal geführt. Der gesamte Bau steht unter Denkmalschutz (Listeneintrag).

### Sonstige Bauten
Der kubische Klinkerbau auf Rustenschacherallee 2–4 dient heute als Nebenstelle der Bildhauerschule. Hier befand sich in seinen letzten Lebensjahren bis 1975 das Atelier von Fritz Wotruba.
An der Wittelsbachstraße befinden sich auf Nr. 5, Ecke Böcklinstraße, das Bundes-Blindenerziehungsinstitut sowie gegenüber, auf Nr. 6, ein Schulgebäude (Volksschule und Sportmittelschule); die beiden ursprünglich späthistoristischen Bauten wurden in der Nachkriegszeit in vereinfachter Form wiederaufgebaut.
Ein weiteres um 1910 errichtetes Schulgebäude (früher Bundeskonvikt für Knaben, heute Danube International School Vienna) befindet sich an der Josef-Gall-Gasse 2. Im Haus Nr. 5 dieser Gasse, Ecke Böcklinstraße, verstarb am 2. Jänner 1915 der Komponist Karl Goldmark (siehe Gedenktafel). Zur gleichen Zeit wohnte der Schüler Elias Canetti mit seiner Mutter und seinen beiden Brüdern im Haus.
An der Rustenschacherallee 30 wohnte 1929 bis 1938 Hildegard Auersperg mit ihrem französischen Ehemann Auguste-Olympe Hériot mit exzentrischem Lebensstil und riesigem Vermögen in einem weitläufigen Garten; sie war später mit Louis Nathaniel von Rothschild verheiratet.
An der Böcklinstraße gibt es zwei Sakralgebäude: auf Nr. 31 (Zweitadresse: Rustenschacherallee 14) die 1960–1962 erbaute Pfarrkirche Am Schüttel und auf Nr. 55 das 1960 / 1961 errichtete älteste mormonische Gemeindehaus Wiens.
Der Anfang der Böcklinstraße wird auf der geraden Seite durch die opulenten späthistoristischen Bauten von Friedrich Krombholz und Josef Schalberger († 1909) auf Nr. 4 und 6 (1906), 8 (1903) und 12 (1904) dominiert, wobei Nr. 8 mit seiner Fachwerk-Ecklösung etwas moderner wirkt, obwohl das Haus vor den anderen Bauten entstanden ist. Zu diesem Ensemble gehören auch die Häuser Laufbergergasse 4 (1906) und Kurzbauergasse 5 (1904), beide von Krombholz & Schalberger.
Friedrich Achleitner erwähnte 1990 in seinem Architekturführer außerdem die Häuser Böcklinstraße 82 (1912) und 110 (1911/1912) sowie die Villen auf Nr. 27 (1928) und 53 (1912) und, von Oskar Marmorek entworfen, auf Nr. 59 (1904) und 61 (1908). Am Haus Nr. 52 befindet sich eine Gedenktafel für den kroatischen Bildhauer Ivan Meštrović, der 1907 bis 1909 in Wien studiert hat.
An der Adresse Laufbergergasse 12 stand früher ein Schlösschen von Graf Felix Harnoncourt (1857–1934), einem Jagdfreund von Thronfolger Franz Ferdinand. In den fünfziger Jahren wurde die Liegenschaft von der Caritas erworben, wobei das Gebäude 1956 zunächst Studenten als Unterkunft diente, „die infolge des Ungarn-Aufstands geflohen waren. Mitte der 1970er-Jahre wurde aus dem Haus Josef Macho ein Senioren- und Pflegeheim“; von 2015 bis 2022 befand sich hier Magdas Hotel.
Die Bildhauerateliers auf Böcklinstraße 1, die Häuser Böcklinstraße 2 bis 12 (gerade Seite), Kurzbauergasse 4 und 5 sowie Laufbergergasse 4 und 6 sind Teil der von der Stadt Wien definierten baulichen Schutzzone Leopoldstadt.

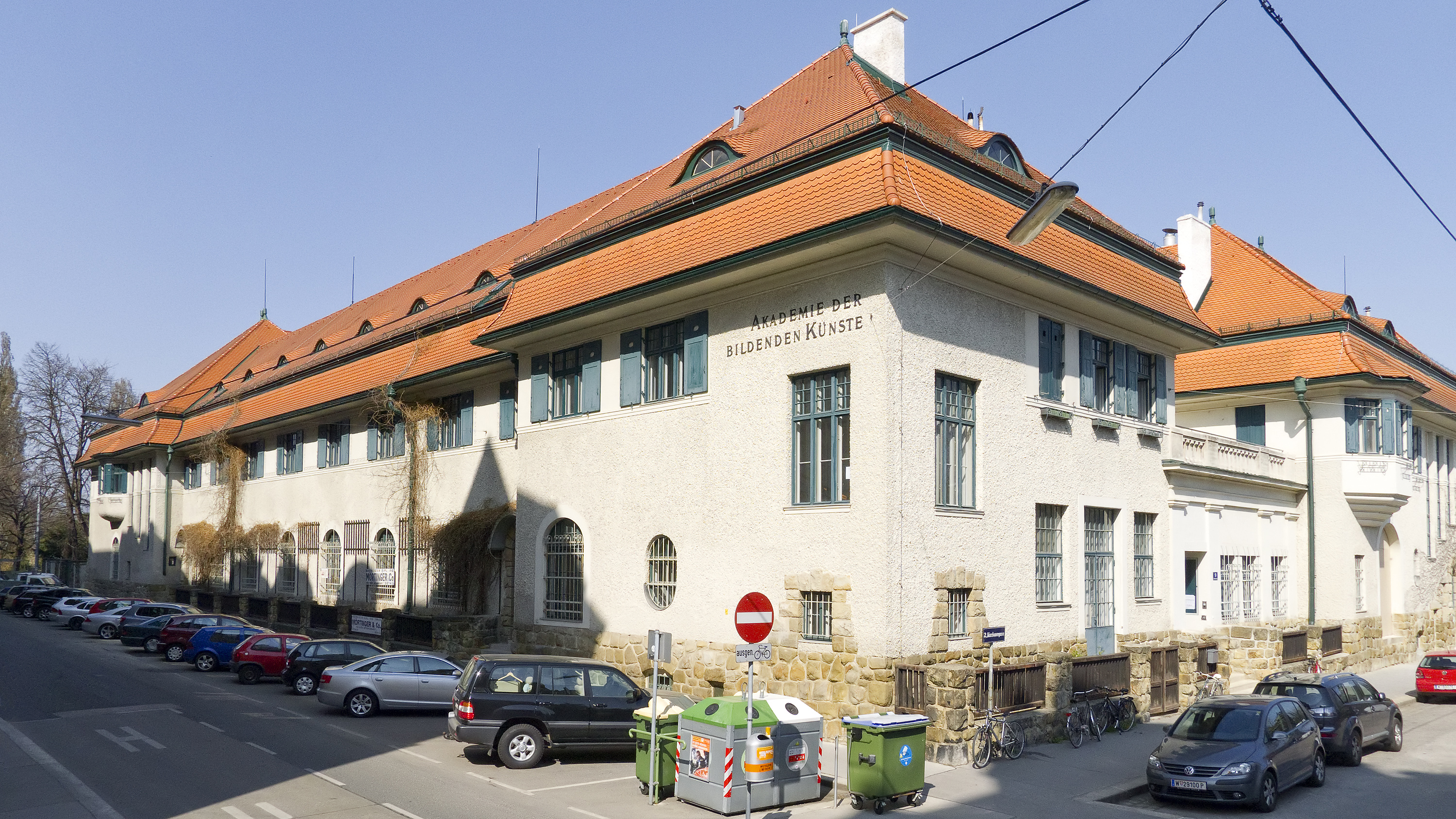
Bildhauerateliers und Bildhauerschule
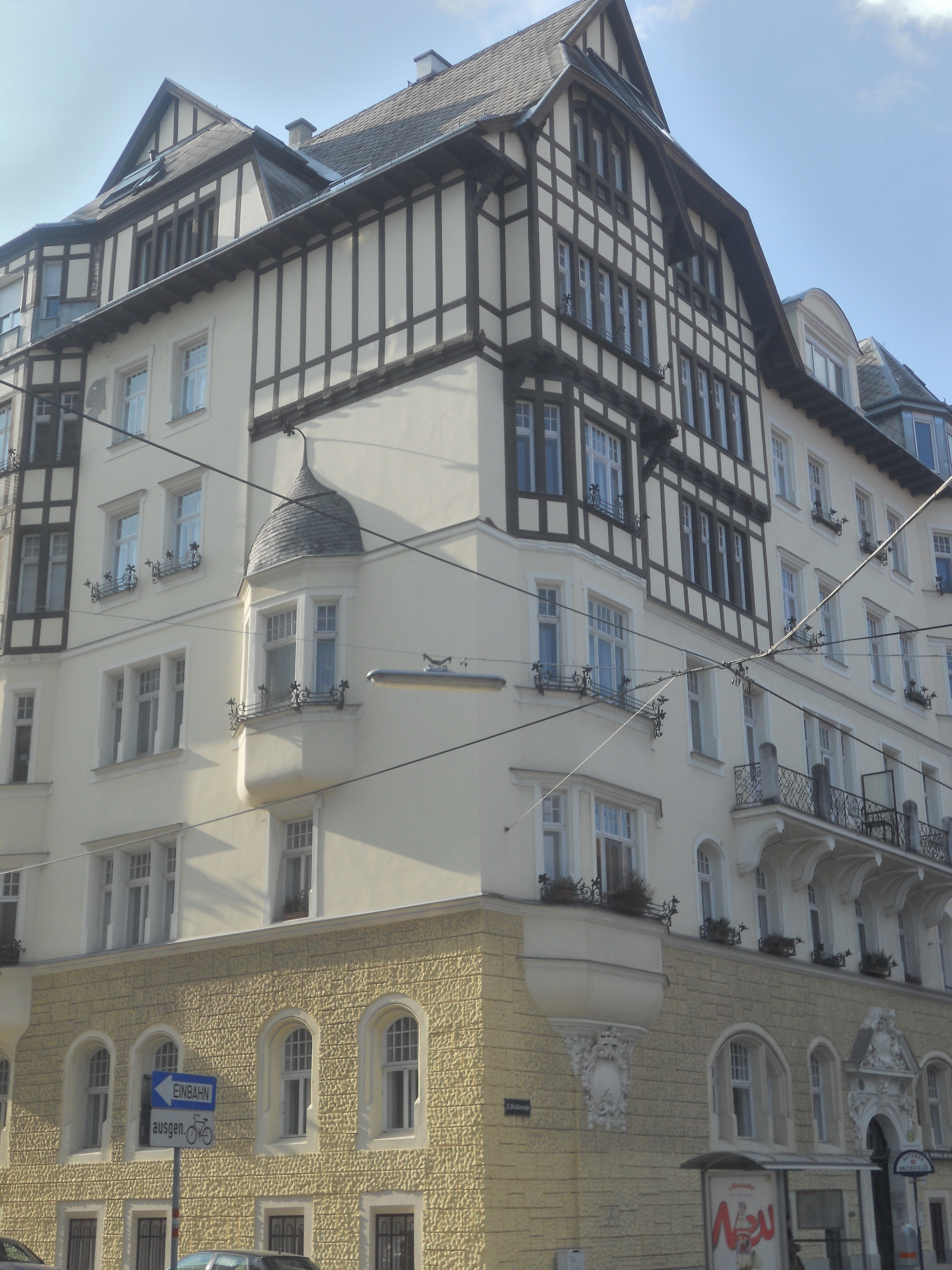
Böcklinstraße 8, einer der opulenten Bauten von Krombholz/Schalberger
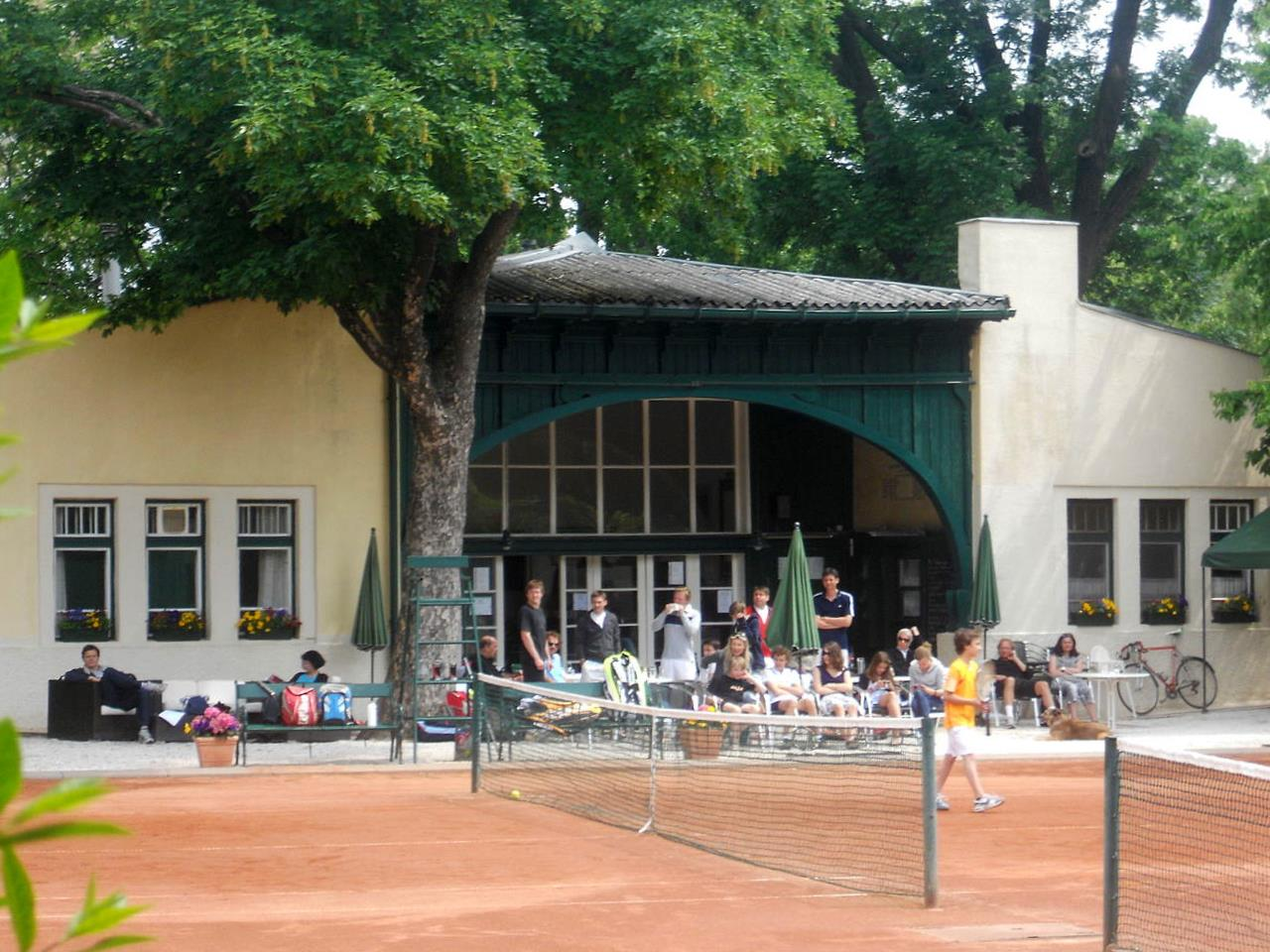
Ehem. Radfahrklub der Hof- und Staatsbeamten, Rustenschacherallee 7, 1898 gestaltet von Joseph M. Olbrich; von Doderer (siehe weiter unten) als Bicycle Club erwähnt
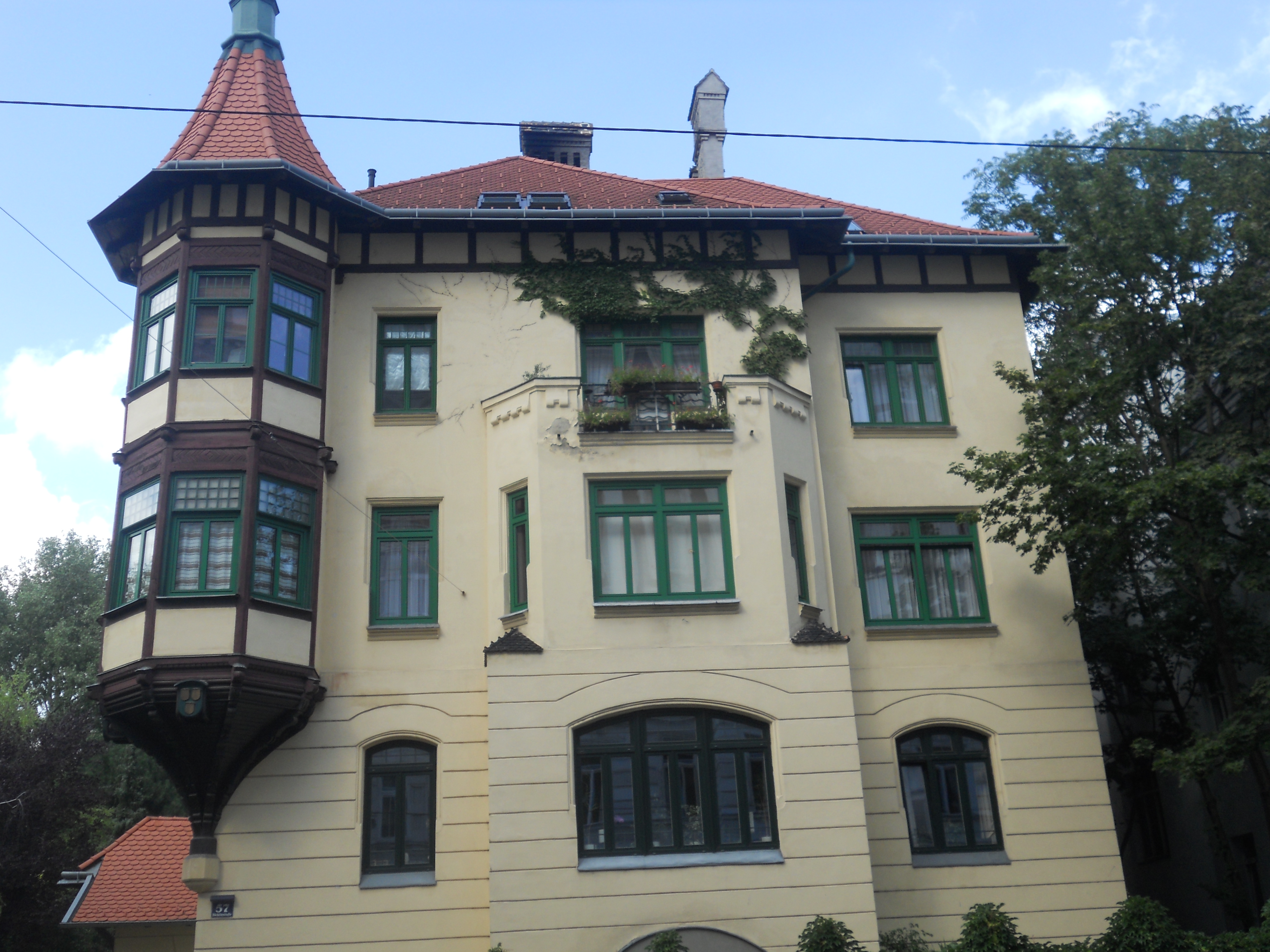
Böcklinstraße 57, Beispiel einer um 1900 entstandenen Villa mit Heimatstilelementen
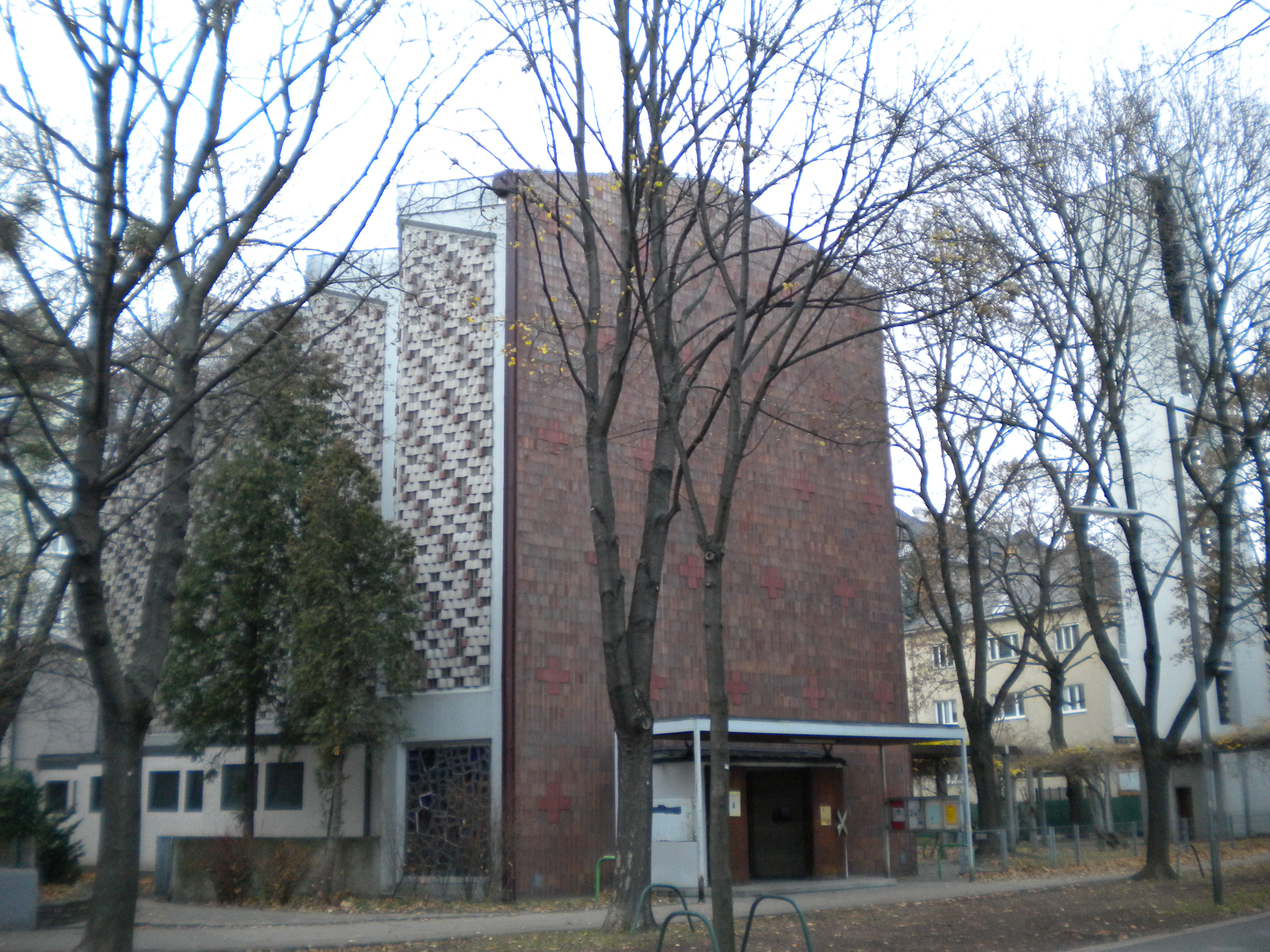
Kirche am Schüttel

### Gemeindebauten
In Teilen des Viertels sind die späthistoristischen Zinshäuser und Villen mit Gemeinde- und Genossenschaftsbauten der Nachkriegszeit durchmischt. Als Gemeindebauten sind der Robert-Erber-Hof am Donaukanal (Schüttelstraße 19 bzw. Böcklinstraße 14–22, 250 Wohnungen, entworfen von Oskar Payer und Karl Hauschka, erbaut 1950–1952, Sgraffitowandbilder von Ernst Paar und Maximilian Florian) sowie die Wohnhausanlage Rustenschacherallee 44–56 (entworfen von Johann Stöhr und Wilhelm Kaiser, erbaut 1954–1956, eine denkmalgeschützte Freiplastik von Christa Vogelmayer, Reliefs von Hermann Walenta) zu erwähnen. Am Rand des Gebiets (am Donaukanal, Schüttelstraße 5, 7 und 9) liegt der 1931–1932 von Franz Schacherl errichtete Franz-Mair-Hof, ein denkmalgeschützter Gemeindebau mit 278 Wohnungen.  Hier befindet sich eine von Hans Robert Pippal entworfene Stele.

## Das Pratercottage in der Belletristik
Heimito von Doderer nahm in seinem 1963 erschienenen Roman Die Wasserfälle von Slunj auf das Pratercottage Bezug. Der Fabrikantensohn Robert Clayton soll in Wien ein 1877 geplantes neues Zweigwerk der englischen Maschinenfabrik Clayton & Powers leiten. Man siedelt sich im Pratercottage an: Die Villa der Claytons stand an der sogenannten »Prinzenallee«. Schräg gegenüber gab es auf der anderen Seite den »Bicycle-Club«. (Doderer, S. 41) Die Fabrik befand sich im Roman jenseits des Donaukanals.